# EF-Tu
La protéine EF-Tu est un facteur d'élongation procaryote qui joue un rôle essentiel dans la traduction génétique en s'associant aux ARNt aminoacylés qui apportent les acides aminés au ribosome. EF-Tu est une GTPase dont l'activité d'hydrolyse est couplée à l'étape de décodage du codon sur l'ARNm. Cette activité contribue à la fidélité du processus de traduction du message génétique. 

## Mécanisme
Lors de la traduction, le ribosome décode successivement les codons situés sur l'ARNm et synthétise la protéine en catalysant la formation des liaisons peptidiques entre les acides aminés qui sont apportés par les ARNt. Lors du processus, les aminoacyl-ARNt sont associés dans le cytoplasme au facteur EF-Tu au sein d'un complexe.
Les complexes ternaires EF-Tu/GTP/ARNt diffusent dans le site A du ribosome (pour acide aminé) de manière stochastique. Lorsque c'est un ARNt qui ne correspond pas au codon présent dans le site A, il n'y a pas d'appariement avec l'anticodon et le complexe ternaire ressort du ribosome. En revanche, lorsqu'il s'agit de l'ARN de transfert correct, c'est-à-dire lorsque son anticodon est complémentaire du codon situé dans le site A, il se forme un appariement entre l'ARNm et l'ARNt. Cette étape, dite "accommodation" déclenche un changement de structure du ribosome qui active l'hydrolyse par EF-Tu du GTP en GDP et phosphate. Ceci induit en cascade un changement conformationnel dans l'EF-Tu qui le libère de l'ARN de transfert et du ribosome. L'aminoacyl-ARNt entre complètement dans le site A, ce qui rapproche l'acide aminé qu'il porte de la chaîne peptidique naissante portée par l'ARNt lié au site P. Le ribosome catalyse alors la formation d'une liaison peptidique en transférant le peptide en cours de synthèse à l'acide aminé. L'ARNt du site P est ainsi libéré de la chaîne naissante, et est transféré sur le site E, d'où il quitte le ribosome. Le peptidyl-ARNt subit par la suite une translocation qui le ramène du site A vers le site P sous l'effet d'un autre facteur d'élongation, EF-G.
EF-Tu contribue à l'exactitude de la traduction génétique en ne déclenchant l'hydrolyse du GTP que si l'anticodon de l'ARNt du site A est complémentaire du codon de l'ARN messager, ce qui accroît la probabilité d'écarter du ribosome un ARNt incorrect. Il retarde également l'entrée de l'aminoacyl-ARNt dans le site A, ce qui prolonge la possibilité d'écarter un aminoacyl-ARNt incorrect du site A avant que la liaison peptique ne soit définitivement établie.

## Inhibition
EF-Tu est la cible de l'antibiotique kirromycine, un inhibiteur de la traduction.